# Gatteville-le-Phare
Gatteville-le-Phare (do 1947 roku Gatteville) – miejscowość i gmina we Francji, w regionie Normandia, w departamencie Manche. W 2012 roku gminę zamieszkiwało 480 osób, a gęstość zaludnienia wynosiła 49,5 osób/km². 

## Położenie
Gatteville-le-Phare administracyjnie położone jest w północno-zachodniej części Francji, w regionie Normandia, w departamencie Manche. Miejscowość usytuowana jest na północno-wschodnim krańcu półwyspu Cotentin, nad kanałem La Manche. Na północny wschód położony jest przylądek Pointe de Barfleur. Znajduje się w odległości około 30 km na wschód od miasta Cherbourg-Octeville.

## Demografia
W 2012 roku gminę zamieszkiwało 480 osób. W porównaniu do roku 2007 populacja gminy spadła o 1,6%. W 2012 roku odnotowano 429 budynków mieszkalnych – 84,8% z nich było własnością osób w nich rezydujących. Średni dochód na osobę wynosił 19 204,0 €. W 2012 roku bezrobocie wśród osób od 15 do 64 roku życia wynosiło 7,2%. 

Populacja gminy Gatteville-le-Phare w latach 1962–2008

## Flora i fauna
Na terenie gminy zarejestrowano 536 taksonów (nie rozróżniano na gatunek, podgatunek czy odmianę) zwierząt oraz 1148 taksonów roślin. Wśród tych przedstawicieli flory i fauny zaobserwowano 8 gatunków wpisanych do francuskiej czerwonej księgi gatunków zagrożonych. Jeden gatunek ma status gatunku zagrożonego – jest to bekas kszyk (Gallinago gallinago). Z kolei z kategorii gatunków narażonych rozpoznano dwa gatunki roślin – czosnek sycylijski (Allium siculum) i wilczomlecz ogrodowy (Euphorbia peplus) – oraz pięć gatunków zwierząt – ptaki świergotek łąkowy (Anthus pratensis), makolągwa zwyczajna (Linaria cannabina), muchołówka szara (Muscicapa striata) i pokląskwa (Saxicola rubetra) oraz wąż żmija zygzakowata (Vipera berus). 

## Zabytki

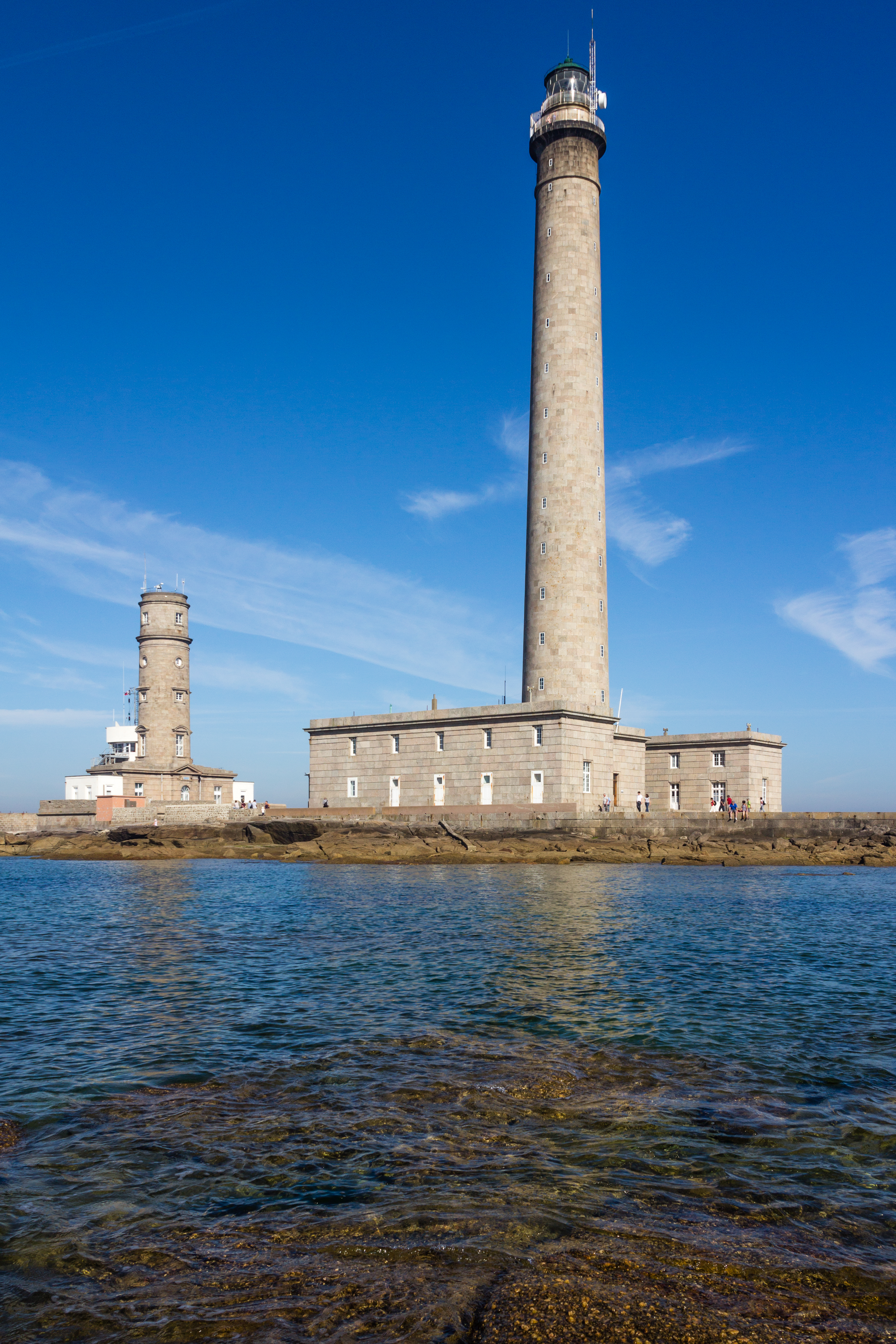
Latarnia morska

Zabytki w miejscowości posiadające status monument historique:
| Zabytek                                         | Kategoria | Data wpisu      |
| ----------------------------------------------- | --------- | --------------- |
| dzwonnica kościoła Saint-Pierre                 | classé    | 24 czerwca 1975 |
| kościół Saint-Pierre                            | inscrit   | 24 czerwca 1975 |
| chapelle des Marins                             | inscrit   | 17 marca 1975   |
| manoir du Broc                                  | inscrit   | 21 grudnia 2000 |
| latarnia w Gatteville (fr. phare de Gatteville) | classé    | 19 czerwca 2009 |
| semafor (fr. sémaphore)                         | inscrit   | 11 maja 2009    |

### Latarnia morska
Około dwa km na północ od portu w Barfleur, na przylądku Pointe de Barfleur w latach 1829–1834 została zbudowana latarnia, by prowadzić marynarzy przez niebezpieczny kanał żeglugowy Raz de Barfleur. Składa się z około 11 tysięcy bloków granitu. Jest wysoka na 75 m, co czyni ją drugą najwyższą latarnią zarówno we Francji jak i Europie. Klatka schodowa składa się z 365 stopni. W górnej części znajduje się platforma widokowa z panoramicznym widokiem na kanał La Manche, bocage w północnej części półwyspu Cotentin oraz wybrzeża departamentu Calvados. Latarnia położona jest prawie dokładnie na antypodach nowozelandzkich Wysp Antypodów. 